# Ceropteris flexilis
Ceropteris flexilis là một loài dương xỉ trong họ Pteridaceae. Loài này được R.Knuth mô tả khoa học đầu tiên năm 1926.
Danh pháp khoa học của loài này chưa được làm sáng tỏ. 